# Ronald J. Grabe
 (octobre 2024).
Si vous disposez d'ouvrages ou d'articles de référence ou si vous connaissez des sites web de qualité traitant du thème abordé ici, merci de compléter l'article en donnant les références utiles à sa vérifiabilité et en les liant à la section « Notes et références ».
Ronald John Grabe dit Ron Grabe est un astronaute américain né le 13 juin 1945. 

## Biographie
Ronald J. Grabe est né le 13 juin 1945 à New York, aux États-Unis. Il a grandi dans la ville de New York et a obtenu son baccalauréat en génie électrique à l'université de Notre-Dame en 1966. Il a ensuite obtenu une maîtrise en génie électrique à l'université de Californie à Berkeley en 1967.
En 1968, Grabe a commencé à travailler pour IBM à Owego, New York, où il a travaillé sur des projets liés à la défense. En 1978, il est devenu pilote de la NASA, sélectionné dans le groupe d'astronautes de la NASA.
Au cours de sa carrière à la NASA, Grabe a volé sur trois missions de la navette spatiale américaine. Sa première mission a été STS-51-J en octobre 1985, où il a travaillé comme spécialiste de mission. Sa deuxième mission, STS-30, a eu lieu en mai 1989, où il a été pilote.
Sa troisième mission, STS-42, a eu lieu en janvier 1992, où il a été commandant de bord. Au cours de cette mission, l'équipage a mené des expériences scientifiques sur la vie dans l'espace et a testé de nouveaux équipements pour les missions futures.
Après sa carrière à la NASA, Grabe a travaillé pour diverses entreprises de technologie de l'information, notamment Harris Corporation et Lockheed Martin. Il a également siégé au conseil d'administration de plusieurs organisations, dont la United Space Alliance et le National Space Biomedical Research Institute.
Au total, Grabe a passé plus de 678 heures dans l'espace au cours de ses trois missions de la navette spatiale. Il a également reçu de nombreux prix et distinctions pour ses réalisations, notamment la médaille du service distingué de la NASA et la médaille de l'aéronautique de la Federal Aviation Administration.
Son travail et ses contributions ont été reconnus par la NASA et la communauté spatiale dans son ensemble comme ayant eu un impact significatif sur les missions de la navette spatiale et la recherche en sciences de l'espace.

## Vols réalisés
- 3 octobre 1985 : Atlantis (STS-51-J)
- 4 mai 1989 : Atlantis (STS-30)
- 22 janvier 1992 : Discovery (STS-42)
- 21 juin 1993 : Endeavour (STS-57)